# Anommonia flavicaput
Anommonia flavicaput är en tvåvingeart som beskrevs av Richards 1968. Anommonia flavicaput ingår i släktet Anommonia och familjen hoppflugor. Inga underarter finns listade i Catalogue of Life.